# The Doors
The Doors waren eine US-amerikanische Westcoast-Rockband. Die Gruppe gilt als eine der einflussreichsten Bands der 1960er Jahre. The Doors waren eine von wenigen Rock-Gruppen ohne festen E-Bassisten. Bei Live-Auftritten übernahm Ray Manzarek mit seiner Orgel zahlreiche Bassparts; bei Studioaufnahmen wirkten manchmal Gastbassisten mit.
Den Quellenangaben zufolge wurden bisher mehr als 100 Millionen Tonträger abgesetzt.

## Bandgeschichte

### Gründungsphase
Die Band The Doors wurde im Sommer 1965 von Jim Morrison und Ray Manzarek am Strand von Venice Beach (Kalifornien) gegründet. Der Bandname entstand in Anlehnung an den Essay von Aldous Huxley The Doors of Perception (Die Pforten der Wahrnehmung). Aldous Huxley entnahm den Titel seines Essays einem Zitat von William Blakes The Marriage of Heaven and Hell (Die Hochzeit von Himmel und Hölle):

“If the doors of perception were cleansed every thing would appear to man as it is, infinite.”

„Würden die Pforten der Wahrnehmung gereinigt, erschiene den Menschen alles so, wie es in Wirklichkeit ist: unendlich.“

Nachdem Morrison Manzarek einige seiner Kompositionen vorgetragen hatte (unter anderem Moonlight Drive), war dieser von Morrisons poetischem Potential so beeindruckt, dass er ihm die Gründung einer Band vorschlug. Manzarek hatte bereits mit seinen Brüdern Rick and the Ravens gegründet. Sie verließen jedoch die neue Band, nachdem Morrison ihr beigetreten war.
Morrison und Manzarek machten sich auf die Suche nach passenden Musikern. Bei einem Meditationskurs trafen sie zufällig Robby Krieger und John Densmore, die Gitarre und Schlagzeug spielten. Manzarek kompensierte das Fehlen eines Bassisten dadurch, dass er mit der einen Hand die rhythmische Begleitung auf einer Vox-Continental-Orgel und mit der anderen die Bassbegleitung auf einem Fender Rhodes Piano Bass spielte. Krieger wiederum konnte Morrison insbesondere durch die klanglichen Möglichkeiten seines Bottleneck-Spiels beeindrucken.

### Erfolg
Nach einigen Auftritten, unter anderem mit Sonny and Cher bei einem Highschool-Abschlussball oder bei Partys und Tanzveranstaltungen, unterschrieben die Doors einen Vertrag bei Columbia, die damals auch Künstler wie Bob Dylan unter Vertrag hatten. Allerdings erschien dort keine Platte, kurz darauf wurde deshalb der Vertrag in beiderseitigem Einvernehmen wieder aufgelöst. Manzarek brachte der Vertrag den Besitz einer neuen Vox-Continental-Orgel.
Die Doors spielten einige Zeit für wenig Geld im Club „London Fog“ und entwickelten dort ihren individuellen Musikstil, während Jim Morrison dort seine Bühnenpräsenz entwickelte. Morrison soll zuerst sehr schüchtern gewesen sein und lange Zeit dem Publikum den Rücken zugewandt haben.
Nach den Auftritten im „London Fog“ wechselten sie ins prestigeträchtige Whisky A Go-Go, in dem schon bekannte Bands aus Los Angeles wie Love gespielt hatten. Die Doors wurden für mehrere Monate die Hausband und spielten als ständige Vorgruppe der Top-Acts. Ihr Lied The End enthielt die ödipalen Zeilen, die später zu seiner Berühmtheit erheblich beitrugen: „Father, I want to kill you, Mother I want to …“ – es folgte ein unartikulierter Schrei. Nur einmal artikulierte Morrison „fuck you!“, woraufhin der Besitzer des Clubs sofort alle weiteren Auftritte der Band untersagte. Kurz darauf nahm Elektra Records die Doors unter Vertrag.
Trotz mehrerer Drogenerfahrungen, besonders in der Anfangszeit der Doors, bewahrte Manzarek anders als Morrison eine gewisse Distanz zu den zu dieser Zeit teilweise üblichen Exzessen. Robby Krieger hatte nichts dagegen, ab und an mal einen „Trip“ einzuwerfen. John Densmore war den Ausschweifungen gegenüber abgeneigter.
Ray Manzarek prägte durch sein Orgelspiel die Musik der Band entscheidend mit, zudem improvisierten er und Gitarrist Robby Krieger in langen Soli. Die aktive Zeit als Doors-Keyboarder bezeichnete Manzarek selbst als eine Zeit der höchsten Erfüllung, obwohl er abseits der Bühne manchen Exzess und besonders die stärker werdende Persönlichkeitsspaltung des Leadsängers Morrison kritisch betrachtete. Bei den Live-Auftritten konnte Manzarek dank eines eigenen Mikrofons mit ins Geschehen eingreifen, weshalb seine tiefe, markige Stimme in vielen Live-Aufnahmen zu hören ist. Einige Stücke, zum Beispiel Close to You, sang er selbst. Dennoch verdankt die Band ihre große Popularität vor allem dem als charismatisch empfundenen Sänger Jim Morrison, der der Gruppe ein Gesicht verlieh. Markant für The Doors war die von Improvisation und Morrisons exzentrischem Auftreten geprägte Bühnenshow.

### Nach Morrisons Tod
Nach dem Tod von Jim Morrison am 3. Juli 1971 in Paris brachten die restlichen Bandmitglieder noch zwei Alben heraus, die aber wenig erfolgreich waren. Im April 1973 löste sich die Band auf. Zu einem Reunion-Konzert kamen die drei verbliebenen Doors-Mitglieder am 26. September 2000 noch einmal zusammen, gemeinsam mit mehreren Sängern (wie Ian Astbury von der englischen Rock-Band The Cult), die Morrisons Part übernahmen. Im November 2000 spielten sie für den Sender VH-1 mit Scott Weiland.
1993 wurden die Doors in die Rock and Roll Hall of Fame aufgenommen.
Das Jahr 2003 brachte wieder Bewegung in die Bandgeschichte. Am 6. November 2002 gaben Manzarek und Krieger bekannt, mit Ian Astbury zunächst in den USA wieder auf Tournee zu gehen, wobei sie allerdings den Bandnamen in „The Doors of the 21st Century“ geändert hatten. John Densmore lehnte ein Comeback ab. 2004 folgte eine Welttournee. Hintergrund für die Namensänderung ist ein in den USA anhängiger Rechtsstreit, der von John Densmore und den Eltern Jim Morrisons gegen die beiden übrigen Bandmitglieder initiiert wurde. Anstelle von John Densmore spielte jetzt Ty Dennis Schlagzeug und anders als früher trat die Band mit einem Bassisten (Angelo Barbera) auf. Am 22. Juli 2005 verbot der „Los Angeles Superior Court“ Manzarek und Krieger die Benutzung des Namens „The Doors“ sowie des Doors-Logos. Außerdem ordnete das Gericht an, dass Manzarek und Krieger alle Gewinne aus den „Doors of the 21st Century“ an die ursprüngliche Doors-Partnerschaft herauszugeben haben. Danach trat die Band unter dem Namen „Riders on the Storm“ auf.
Ein weiterer Prozess gegen die Urmitglieder der Band wurde von dem Police-Schlagzeuger Stewart Copeland angestrengt, der zunächst als Schlagzeuger für die neu formierte Band vorgesehen war. Die Klage wurde abgewiesen.
Am 5. Januar 2005 verstarb der Manager der „Doors of the 21st Century“, Danny Sugerman.
Im März 2007 stieg Ian Astbury aus. Dafür wurde Brett Scallions als Sänger engagiert, der früher Sänger bei der Gruppe „Fuel“ war.
Am 3. Juli 2011 gingen Ray Manzarek und Robby Krieger erneut auf Welttournee. Aus Anlass des 40. Todestages von Jim Morrison begannen sie diese in Paris im Bataclan als „Ray und Robby of the Doors“. Als Sänger engagierten sie Dave Brock von der Coverband „Wild Child“. Angelo Barbera ersetzten sie durch den Bassisten Phil Chen.
2011 veröffentlichte Skrillex mit den Doors das Lied Breakn’ a Sweat, das für den Dokumentarfilm Re:Generation komponiert wurde.
Im Frühjahr 2012 berichtete Robby Krieger in einem Interview im Rahmen der Promotion für die 40th Anniversary Edition des Albums L.A. Woman gegenüber der Musikerzeitschrift Gitarre & Bass, dass es gemeinsame Proben mit dem lange Zeit abgeneigten John Densmore gegeben habe.
Am 20. Mai 2013 erlag Ray Manzarek im Alter von 74 Jahren einem Krebsleiden.

## Diskografie

### Studioalben

#### The Doors
Das Debütalbum der Gruppe von Januar 1967 enthält den Welthit Light My Fire, den bekannten Love-Song The Crystal Ship und den Song The End, der unter anderem durch den Film Apocalypse Now wieder bekannt wurde und dessen Originalaufnahme teilweise auf Plattenaufnahmen wegen seines Textes zensiert wurde. Dabei handelt es sich um eine Intertextualität, die auf die griechische Sagengestalt Ödipus verweist, einen Königssohn, der unwissentlich seinen Vater tötet, seine Mutter heiratet und mit ihr schläft. Die Textzeilen: „Father I want to kill you, Mother I want to fuck you“ (deutsch: Vater, ich will dich töten, Mutter, ich will dich ficken) erschienen der Öffentlichkeit als zu vulgär, wenngleich schon seit Jahrtausenden selbige Szene in den Theatern aufgeführt wurde. Weiterhin enthält das Album das Brecht/Weill-Lied Alabama Song.

#### Strange Days
Schon im Herbst 1967 erschien das zweite Album Strange Days. Der Song Moonlight Drive ist einer der älteren Songs der Band, von dem bereits eine Aufnahme von 1966 existiert, als er für das erste Album in Betracht gezogen wurde. Der Titel When the Music’s Over wurde von der Band oft als Opener auf Konzerten gespielt.

#### Waiting for the Sun
Das Album erschien 1968. Mit Hello, I Love You konnte die Band einen zweiten Nummer-eins-Hit am US-Markt verbuchen. Es enthält auch den bekannten Song Spanish Caravan.

#### The Soft Parade
Das Album wurde 1969 veröffentlicht und von einigen Kritikern als schwächstes Doors-Album bezeichnet. Kritisiert wurde die Verwendung von Streichern und Bläsersätzen und die damit einhergehende stilistische Änderung des Sounds. Mit Running Blue befindet sich auch das einzige Lied der Doors auf dem Album, bei dem Robby Krieger im Chorus die Solostimme übernahm.

#### Morrison Hotel
Dieses Album erschien im Februar 1970 beim Elektra-Label. Die Aufnahmen fanden vom September bis zum Dezember 1969 unter der Leitung des Produzenten Paul A. Rothchild, der auch alle anderen Studioalben produziert hatte, statt. Nachdem das Vorgängeralbum The Soft Parade bei Fans und Kritikern nicht den erhofften Anklang gefunden hatte, kehrte die Gruppe bei diesem Album zum vertrauten Sound zurück und ging auch in Richtung Blues. Zwar erreichte Morrison Hotel in den US-amerikanischen Albumcharts eine etwas höhere Platzierung als The Soft Parade (Position 4 statt 6, s. u.), jedoch enthielt es keine so erfolgreiche Single wie den Top-3-Hit Touch Me des Vorgängers. Alle Texte des Albums wurden ausschließlich von Jim Morrison geschrieben, es trägt dementsprechende autobiografische Züge.

#### L.A. Woman
Das letzte Doors-Album vor dem Tod Jim Morrisons wurde im April 1971 veröffentlicht und gilt als das bluesigste der Doors. Die Aufnahmen für das Album fanden von November 1970 bis Januar 1971 statt; produziert wurde es von der Band selbst und dem Toningenieur Bruce Botnick, da Paul A. Rothchild weitere Produktionen der Band ablehnte.

„Was Ihr da macht, ist Cocktail-Jazz, […] ich kann das nicht tun […]“

Charakteristische Stücke des Albums sind der Titelsong L.A. Woman, das beschwingte Love Her Madly und Riders on the Storm. Das Gerücht, dass Rothchild Riders on the Storm als Cocktail-Jazz bezeichnet haben soll, bestritt er und nannte Love Her Madly als Anlass seiner Äußerung. Sie sei im Studio eine gezielte Provokation gewesen, um die Doors aus ihrer Lethargie zu reißen, weil sie während der Proben völlig uninteressiert und ohne Energie gewesen seien. Rothchild ging mit dem Rat, die Doors sollten die Platte selber produzieren (“make the record yourself”), um ihren alten Enthusiasmus wiederzuentdecken. Für die Aufnahme dieses Albums wurde der als Bassist fungierende Studiomusiker Jerry Scheff engagiert. Danach wurde sein Beitritt in die Band erwogen, allerdings machte der Tod Morrisons in Paris diese Pläne zunichte.

#### Nach Jim Morrisons Tod
- Other Voices (1971)
- Full Circle (1972)

Den Gesang teilten sich Ray Manzarek und Robby Krieger. Beide Alben und die Tourneen blieben hinter den Erwartungen und Verkaufserfolgen früherer Aufnahmen zurück.
- An American Prayer (1978)

Hier handelt es sich hauptsächlich um Lyrik, die Jim Morrison an seinem letzten Geburtstag 1970 aufgenommen hatte. Diese Aufnahmen wurden vom Rest-Trio musikalisch unterlegt.
Studioalben

| Jahr | Titel Musiklabel                    | Höchstplatzierung, Gesamtwochen, AuszeichnungChartplatzierungen (Jahr, Titel, Musiklabel, Platzierungen, Wochen, Auszeichnungen, Anmerkungen) | Höchstplatzierung, Gesamtwochen, AuszeichnungChartplatzierungen (Jahr, Titel, Musiklabel, Platzierungen, Wochen, Auszeichnungen, Anmerkungen) | Höchstplatzierung, Gesamtwochen, AuszeichnungChartplatzierungen (Jahr, Titel, Musiklabel, Platzierungen, Wochen, Auszeichnungen, Anmerkungen) | Höchstplatzierung, Gesamtwochen, AuszeichnungChartplatzierungen (Jahr, Titel, Musiklabel, Platzierungen, Wochen, Auszeichnungen, Anmerkungen) | Höchstplatzierung, Gesamtwochen, AuszeichnungChartplatzierungen (Jahr, Titel, Musiklabel, Platzierungen, Wochen, Auszeichnungen, Anmerkungen) | Anmerkungen |
| Jahr | Titel Musiklabel                    | DE | AT | CH | UK | US | Anmerkungen |
| ---- | ----------------------------------- | --- | --- | --- | --- | --- | --- |
| 1967 | The Doors Elektra Records           | DE43 Platin · (1 Wo.)DE | — | — | UK43 ×2Doppelplatin · (12 Wo.)UK | US2 ×4Vierfachplatin · (121 Wo.)US | Erstveröffentlichung: 4. Januar 1967 Charteinstieg UK: 1991 Platz 42 der Rolling-Stone-500 (2003) / Grammy Hall of Fame |
| 1967 | Strange Days Elektra Records        | DE— GoldDE | — | — | UK— GoldUK | US3 Platin · (63 Wo.)US | Erstveröffentlichung: 25. September 1967 Platz 407 der Rolling-Stone-500 (2003)                                         |
| 1968 | Waiting for the Sun Elektra Records | DE20 Gold · (5 Wo.)DE | — | — | UK16 Gold · (10 Wo.)UK | US1 Platin · (41 Wo.)US | Erstveröffentlichung: 3. Juli 1968                                                                                      |
| 1969 | The Soft Parade Elektra Records     | DE33 (4 Wo.)DE | — | — | UK— SilberUK | US6 Platin · (28 Wo.)US | Erstveröffentlichung: 18. Juli 1969                                                                                     |
| 1970 | Morrison Hotel Elektra Records      | — | AT— GoldAT | CH83 Gold · (1 Wo.)CH | UK12 Gold · (8 Wo.)UK | US4 Platin · (27 Wo.)US | Erstveröffentlichung: 9. Februar 1970                                                                                   |
| 1971 | L.A. Woman Elektra Records          | DE32 Gold · (1 Wo.)DE | AT— GoldAT | CH52 Gold · (2 Wo.)CH | UK28 Platin · (6 Wo.)UK | US9 ×3Dreifachplatin · (36 Wo.)US | Erstveröffentlichung: 19. April 1971 Platz 362 der Rolling-Stone-500 (2003)                                             |
| 1971 | Other Voices Elektra Records        | — | — | — | — | US31 (15 Wo.)US | Erstveröffentlichung: 25. Oktober 1971                                                                                  |
| 1972 | Full Circle Elektra Records         | — | — | — | — | US68 (15 Wo.)US | Erstveröffentlichung: 27. August 1972                                                                                   |
| 1978 | An American Prayer Elektra Records  | DE79 (9 Wo.)DE | — | — | — | US54 Platin · (13 Wo.)US | Erstveröffentlichung: 17. November 1978 als Jim Morrison & the Doors Charteinstieg DE: 1995                             |

grau schraffiert: keine Chartdaten aus diesem Jahr verfügbar

## Filmografie
1968 drehte Paul Ferrara zusammen mit der Gruppe A Feast of Friends, den ersten und einzigen Film, den die Doors je über sich selbst produziert haben. Laut der Programminformation von Arte, auf dem der Film als The Doors – Feast of Friends am 1. August 2015 gezeigt wurde, ist er, nachdem er lange verschollen war, auf Grundlage der Negative komplett restauriert worden, wobei die Farben korrigiert und gesäubert und die Tonspur vom langjährigen Doors-Begleiter Bruce Botnick neu abgemischt und überarbeitet wurde. Vorher war er allenfalls in kleineren Kinos in speziellen Programmen zu sehen gewesen.
1991 wurde die Bandgeschichte unter dem Titel The Doors von Oliver Stone verfilmt. Am 17. Januar 2009 zeigte Regisseur Tom DiCillo beim Sundance Film Festival erstmals seinen Doors-Dokumentarfilm When You’re Strange. Der Film kam in den USA am 9. April 2010 in die Kinos und bekam 2011 einen Grammy in der Kategorie „Best Long Form Music Video“.

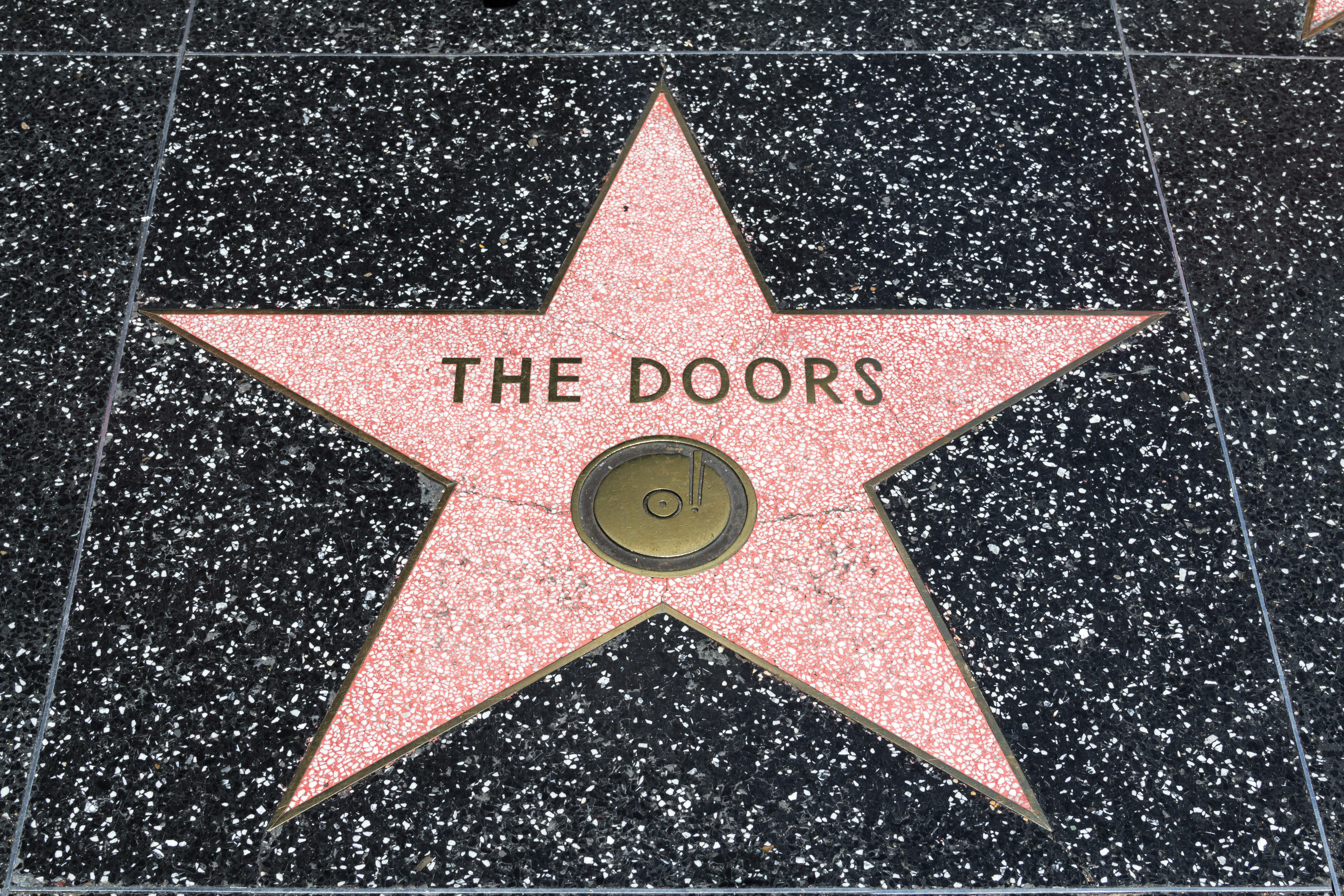
Stern auf dem Hollywood Walk of Fame

## Auszeichnungen
- Hollywood Walk of Fame als 2329. Stern auf dem Bürgersteig von Hollywood.
- Rock and Roll Hall of Fame 1993.
- Der Rolling Stone listete die Doors auf Rang 41 der 100 größten Musiker aller Zeiten.[15]

## Texte und Noten
- The Doors/Complete. Piano-Arrangements: Leo Alfassy. Music Sales Corporation, New York. Copyright 1970 Nipper Music Company (enthält Texte und Noten der ersten vier Alben sowie einen reichlich bebilderten Textteil zur Gruppe)
- Jim Morrison & The Doors – Die kompletten Songtexte. Bearbeitet und übersetzt von Heinz Gerstenmeyer. Schirmer/Mosel, München 1992, ISBN 3-88814-467-1 (Neuauflagen: 2000, 2004).

### Comics
- Gaet’s: The Doors – Das Comic. Aus dem Französischen von Leo Gürtler. Bahoe Books, Wien 2022, ISBN 978-3-903290-81-5.